# Науково-дослідний інститут телекомунікацій (TRE)

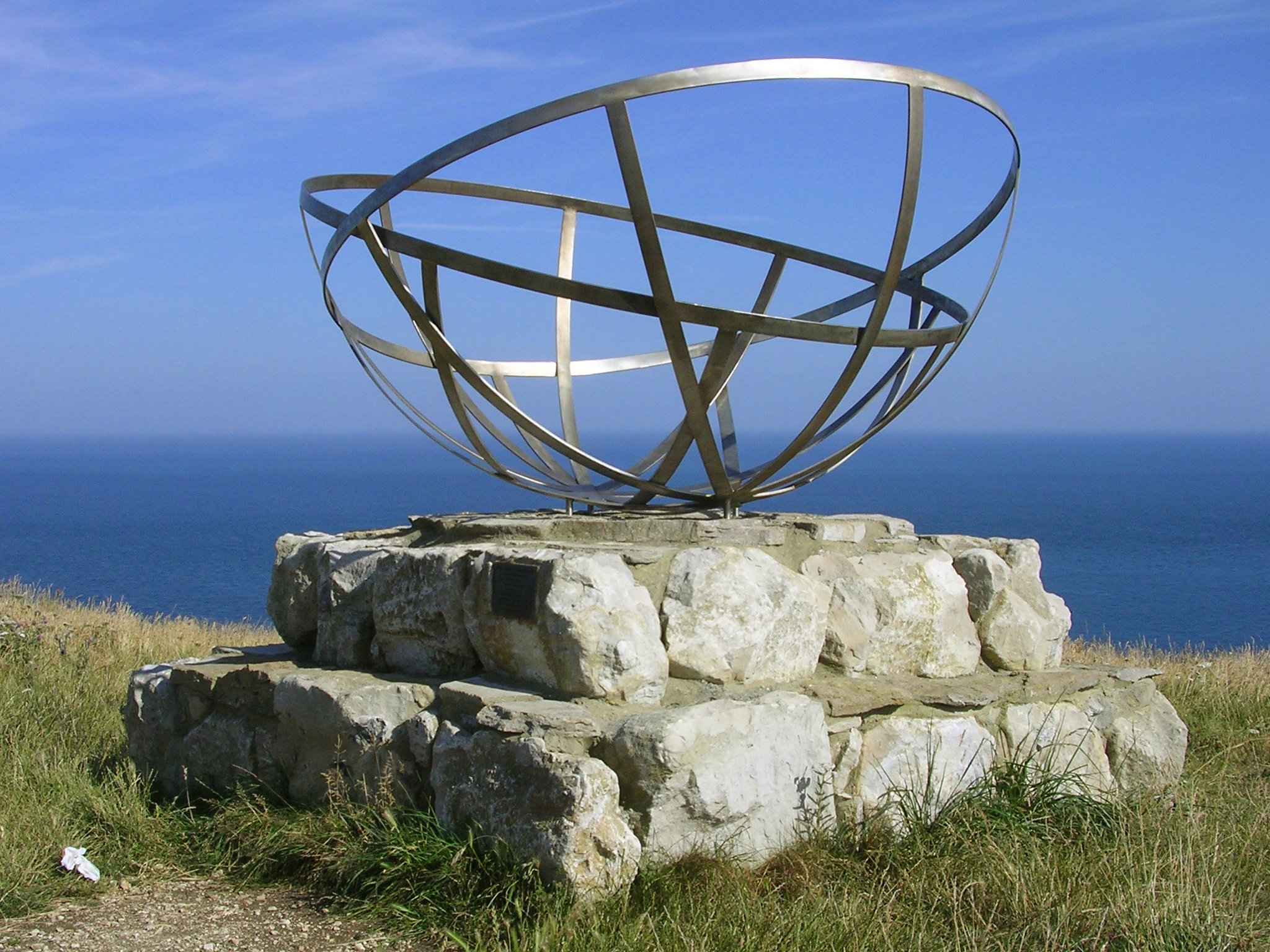
Меморіал радару на південний захід від Своніджа

Науково-дослідний інститут телекомунікацій (англ. Telecommunications Research Establishment (TRE)) — головна організація Сполученого Королівства з наукових досліджень і розробок у галузі радіонавігації, радіолокації, інфрачервоної детекції для теплових голівок самонаведення, що працює на Повітряні сили Великої Британії з часів Другої світової війни і до сьогодні.

## Історія
Розвиток радіолокації у Великій Британії був започаткований Комітетом сера Генрі Тізарда, створеного в 1935 році для наукових досліджень в галузі протиповітряної оборони. Експериментальні роботи були розпочаті на косі Орфорд-Несс неподалік від Іпсвіча. У 1936 році група перемістилася до дослідної станції Повітряних сил Великої Британії Бовдсі, а звідти в 1939 році до коледжу Університету Данді.

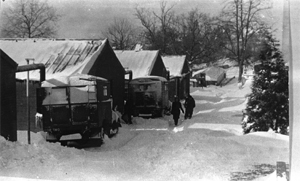
Бараки інституту в Малверні взимку 1942—1943

Назву Telecommunications Research Establishment (TRE) науково-дослідна установа отримала в листопаді 1940 року, тоді ж вона була розміщена в чотирьох милях на захід від Свонейджа, на північний захід від Пула.
У травні 1942 року установа була переміщена у Малверн, до Малвернського коледжу.